# Gabriel Pantelimon
Gabriel Pantelimon (n. 30 noiembrie 1968, Constanța) este un fost scrimer olimpic român specializat pe spadă. Este acum directorul general al Xerox în România.

## Carieră
S-a apucat de scrima la vârsta de 13 ani, la început la AS Albatros din Constanța, apoi la CSA Steaua. A reprezentat România la Jocurile Olimpice de vară din 1992 de la Barcelona, clasându-se pe locul 36 la individual și pe locul 11 pe echipe. În anul următor a devenit campion național. La Atlanta 1996 a fost cea de-a doua participare la o Olimpiadă. S-a clasat pe locul 43 la individual și pe locul 11 pe echipe.
A absolvit Universitatea Politehnica din București în inginerie și management sistemelor tehnologice. În anul 1994 a primit de Consiliul Britanic și Xerox o bursă de doi ani în Marea Britanie, care i-a permit să urmeze un masterat în studii europene la Universitatea Surrey în Anglia. După ce s-a retras din cariera sportivă în anul 1997 a fost angajat de Xerox la departamentul de vânzări. Din anul 2010 este directorul general al Xerox în România și Republica Moldova.
Este căsătorit cu Oana Musunoiu, laureată cu bronz la săritura în înălțime la Sydney 2000.